# Spirorbis endoumensis
Spirorbis endoumensis är en ringmaskart som beskrevs av Zibrowius 1968. Spirorbis endoumensis ingår i släktet Spirorbis och familjen Serpulidae. Inga underarter finns listade i Catalogue of Life.